# Álona (Flórina)
Álona, en grec moderne : Άλωνα, auparavant appelé Arménskon (Αρμένσκον - en bulgare : Арменско) jusqu'au 20 août 1927, est un village du dème de Flórina, district régional de Flórina, en Macédoine-Occidentale, Grèce. 
Selon le recensement de 2011, la population du village compte 211 habitants.